# Fontaine allemande
La Fontaine allemande (en turc : Alman Çeşmesi, en allemand : Deutscher Brunnen) est une fontaine de style gazébo située à l'extrémité nord de l'ancien Hippodrome (place Sultanahmet), à Istanbul (ville nommée Constantinople jusqu'en 1930), en face du mausolée du sultan Ahmed Ier. Elle a été construite pour commémorer le deuxième anniversaire de la visite de l'empereur allemand Guillaume II à Constantinople en 1898. Elle a été bâtie en Allemagne, puis transportée pièce par pièce et assemblée sur son site actuel en 1900. Le dôme octogonal de la fontaine de style néo-byzantin comporte huit colonnes de marbre et l'intérieur du dôme est recouvert de mosaïques dorées.

## Histoire

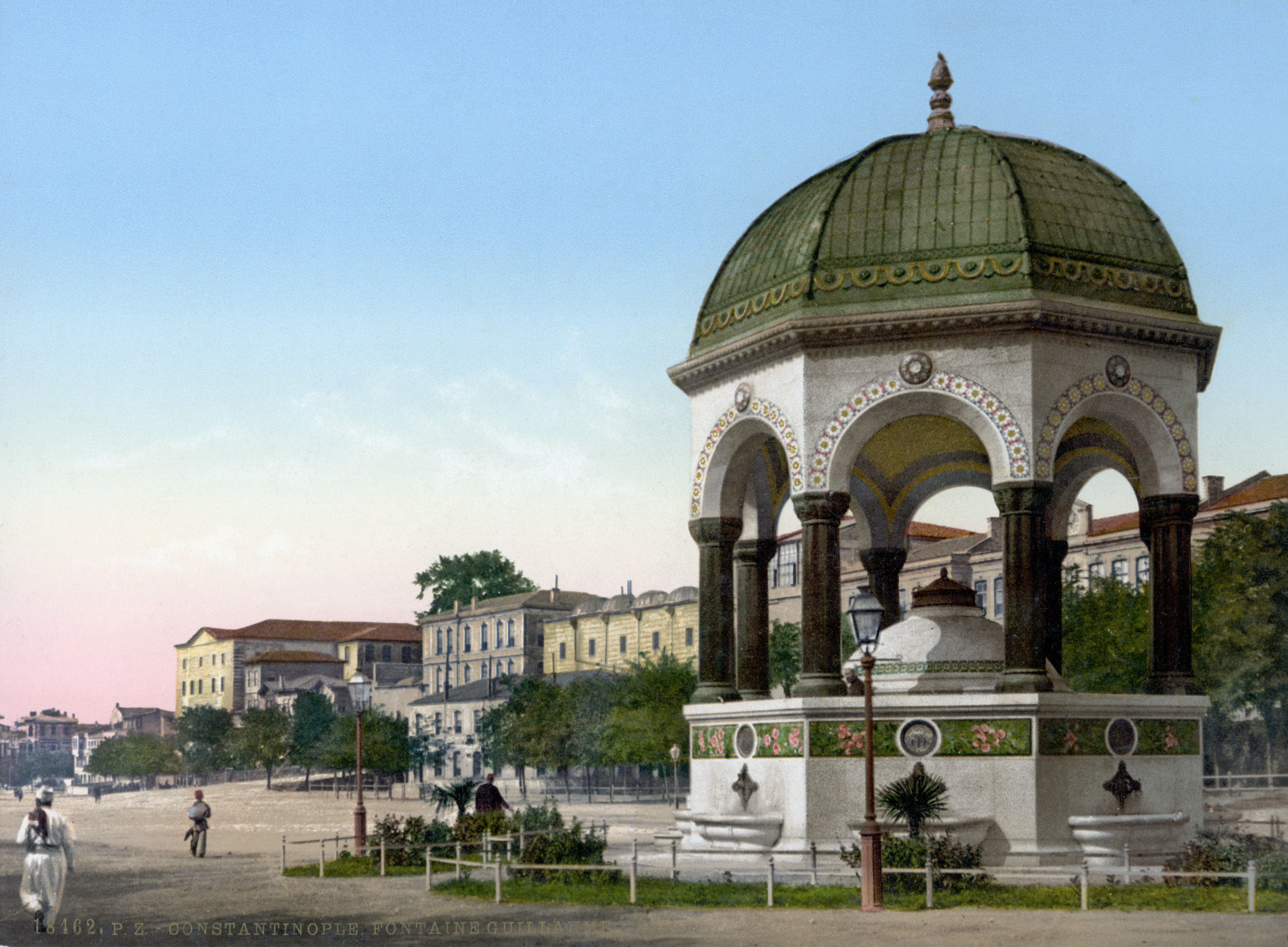
Impression photochrome historique. Noter que la fontaine est étiquetée Fontaine Guillaume, ce qui se traduit littéralement par « Fontaine Guillaume (Wilhelm) ».

Pendant son règne comme empereur allemand et roi de Prusse, Guillaume II a visité plusieurs pays d'Europe et de l'Est. Son voyage a commencé à Constantinople (Empire ottoman) le 18 octobre 1898 sous le règne d'Abdülhamid II . Selon Peter Hopkirk, la visite de l'Empire ottoman était un voyage qui avait également des motivations à long terme. La principale motivation de l'empereur pour la visite était de construire le chemin de fer Berlin-Bagdad, qui allait de Berlin au golfe Persique, et se connecterait davantage à l'Inde britannique via la Perse. Ce chemin de fer pourrait fournir une route courte et rapide de l'Europe à l'Asie et pourrait transporter les exportations allemandes, les troupes et l'artillerie . À l'époque, l'Empire ottoman ne pouvait pas s'offrir un tel chemin de fer, et Abdülhamid II était reconnaissant de l'offre de Wilhelm, mais se méfiait des motifs allemands . Les services secrets d'Abdülhamid II croyaient que les archéologues allemands de la suite de l'empereur étaient en fait des géologues avec des projets sur la richesse pétrolière de l'empire ottoman. Plus tard, les services secrets ont découvert un rapport allemand, qui notait que les champs pétrolifères de Mossoul, dans le nord de la Mésopotamie, étaient plus riches que ceux du Caucase. Lors de sa première visite, Wilhelm a obtenu la vente de fusils de fabrication allemande à l'armée ottomane, et lors de sa deuxième visite, il a obtenu une promesse pour les entreprises allemandes de construire le chemin de fer Constantinople-Bagdad . Le gouvernement allemand a construit la fontaine allemande pour la visite à Constantinople de Guillaume II et de l'impératrice Augusta en 1898 ,.
Selon l'inscription ottomane, la construction de la fontaine a commencé en l'an 1319 de l'Hégire (soit 1898–1899) , bien que l'inauguration de la fontaine ait été prévue pour avoir lieu le 1er septembre 1900 - lors du 25e anniversaire de l'ascension d'Abdülhamid II au trône. La construction, cependant, ne pouvait être achevée à la date prévue et elle a été inaugurée le 27 janvier 1901, date de naissance de Guillaume II . Des parties de marbre, de pierre et de pierres précieuses de la fontaine ont été construites en Allemagne et transportées pièce par pièce à Constantinople par des navires.

## Architecture

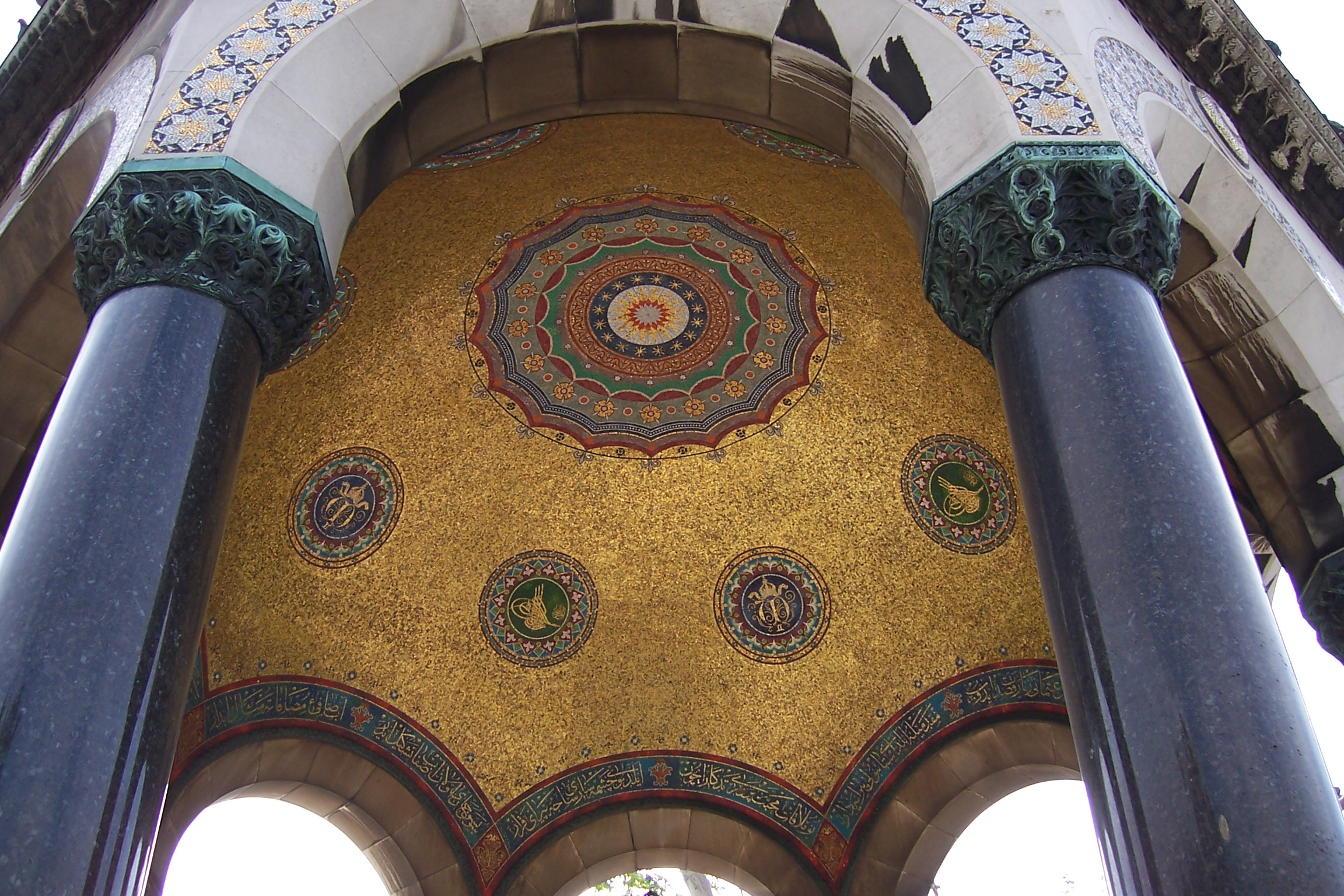
Partie intérieure du dôme.

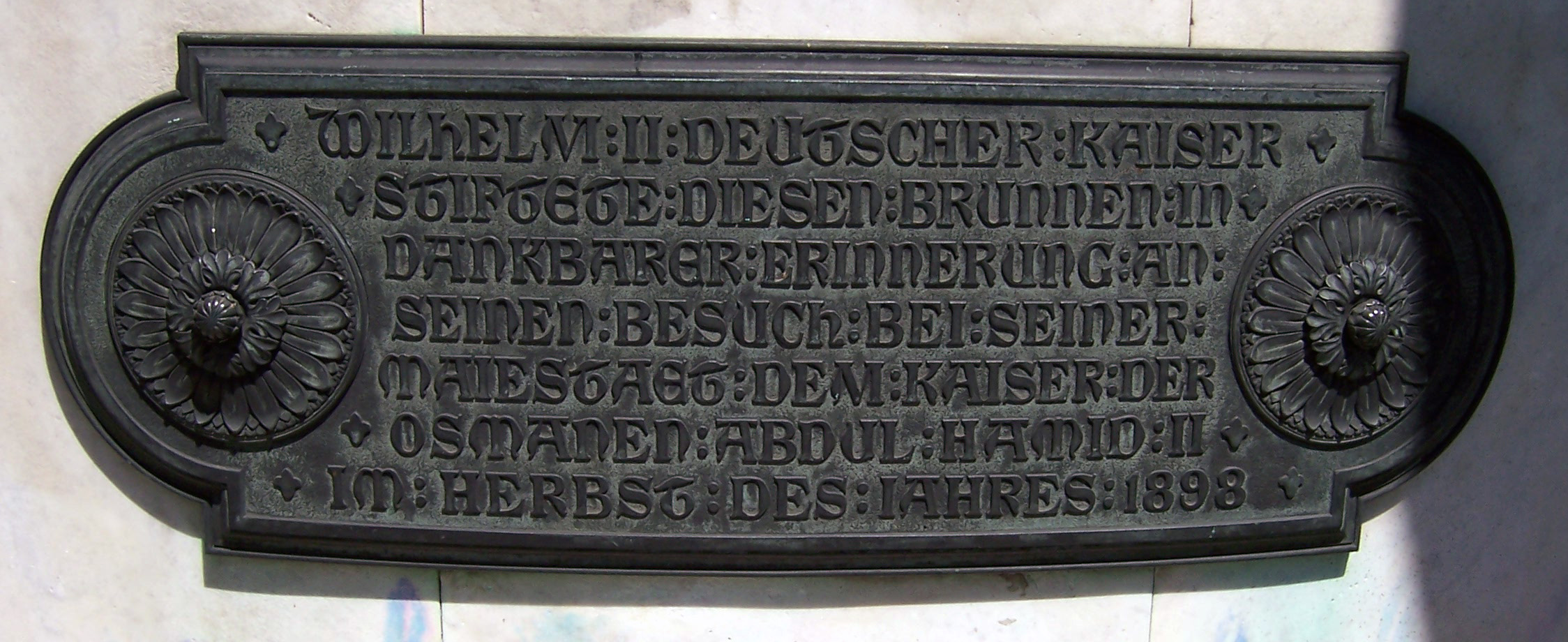
Inscription de Guillaume II.

La fontaine allemande a été construite sur le site où se trouvait un arbre connu sous le nom d'arbre Vakvak (en turc : Vakvak Ağacı) ou Platane sanglant (en turc : Kanlı Çınar) . Lors de la rébellion des Janissaires de 1656, Mehmed IV livra un certain nombre d'officiels aux demandes des rebelles et ces victimes, une fois tuées, furent suspendues au platane dans l'Hippodrome.
La fontaine octogonale de style néo-byzantin se dresse sur une base avec huit marches s'élevant jusqu'à une porte d'entrée. Il y a sept jets de fontaine en laiton sur les bassins sur les côtés restants, et au-dessus du bassin central il y a un dôme soutenu par huit colonnes de porphyre ,. Le bassin central de la fontaine se dresse sur une plate-forme en mosaïque et surmonté du dôme en bronze, qui est élevé sur des arches en marbre sculpté. Huit monogrammes dans la pierre de l'arche représentent l'union politique d'Abdülhamid II et de Wilhelm . La fontaine était entourée d'une clôture en bronze, mais malheureusement celle-ci a été perdue. L'extérieur du dôme est en bronze richement modelé; le plafond du dôme est décoré de mosaïques dorées et du tughra d'Abdülhamid II et du symbole de Guillaume II.

## Événements
La fontaine allemande a été le site d'un attentat terroriste qui a tué treize personnes (dont douze allemandes) et en a blessé beaucoup d'autres le 12 janvier 2016.